# Strotarchus alboater
Strotarchus alboater är en spindelart som beskrevs av Sarah Creecie Dyal 1935. Strotarchus alboater ingår i släktet Strotarchus och familjen sporrspindlar.
Artens utbredningsområde är Pakistan. Inga underarter finns listade i Catalogue of Life.